# FKヴェレジュ・ネヴェシニェ
FKヴェレジュ・ネヴェシニェ（FK Velež Nevesinje）は、ボスニア・ヘルツェゴビナのスルプスカ共和国ネヴェシニェをホームタウンとするサッカークラブである。

## 歴史
1932年に創設された。
ユーゴスラビア時代にはボラツ・バニャ・ルカ、ジェリェズニチャル・サラエヴォ、スロボダ・トゥズラ、イェディンストヴォ・ビハチなどが所属していたユーゴスラビア・ドルガ・リーガの第2ゾーン・Aグループで最高順位5位を記録した。
1995-96シーズンにドルガ・リーガRS・スルプスコ・サラエヴォ地域で優勝してプルヴァ・リーガRSに昇格した。1996-97シーズンにプルヴァ・リーガRS・東地域で11位に終わり、ドルガ・リーガRSに降格した。

## 獲得タイトル
- ドルガ・リーガRS：1回
  - 1995-96